# Lonchoptera alexeji
Espèce
Lonchoptera alexeji est une espèce de diptères.